# Liste des autoroutes de la Croatie

Les autoroutes de Croatie

L'autoroute A1 (en vert) et le réseau autoroutier de Croatie

Le système autoroutier croate est en grande partie à péage. En 2008, il comportait presque 1 200 kilomètres de route. La vitesse est limitée à 130 km/h. La première liaison autoroutière inaugurée en 1972 entre Zagreb et Karlovac fait partie aujourd'hui de l'autoroute A1.
Les autoroutes croates sont normalement à deux fois deux voies avec bande d'arrêt d'urgence même s'il y a des sections à deux fois trois voies.
La construction et l'entretien du réseau autoroutier croate sont assurés par les services de l'État (en croate Hrvatske autoceste) et par des sociétés concessionnaires.

## Autoroutes
Autoroutes existantes ou en construction :
- A1 - Zagreb - Zadar - Šibenik - Split - Ploče (prévue jusqu'à Dubrovnik)
- A2 - Zagreb - Krapina - Macelj
- A3 - Bregana - Zagreb - Slavonski Brod - Lipovac
- A4 - Zagreb - Varaždin - Čakovec - Goričan
- A5 - Beli Manastir - Osijek - Đakovo
- A6 - Rijeka - Bosiljevo
- A7 - Rupa - Rijeka - Novi Vinodolski - Senj - Žuta Lokva
- A8 - A9 - Y de l'Istrie
- A10 - Ploče - Bosnie-Herzégovine
- A11 - Zagreb - Sisak